# Miguel da Fonseca
Miguel da Fonseca, auch Manuel da Fonseca genannt, (* im 15. oder 16. Jahrhundert; † im  16. Jahrhundert; aktiv zwischen 1540 und 1544) war ein portugiesischer Renaissance-Komponist.
Fonseca wirkte in der ersten Hälfte der 1540er Jahre als erster namentlich bekannter – wenn auch wohl nicht als erster – Kapellmeister der Kathedrale von Braga. Auf diese Position war er wahrscheinlich von Erzbischof Henrique berufen worden. Vermutlich arbeitete er auch für dessen Nachfolgerbischöfe Diogo II. da Silva (1540/41) und Dom Duarte (1542/43), den illegitimen Sohn des portugiesischen Königs Johann III. Durch einen Brief des Domkapitels an König Johann III. ist er noch 1544 dokumentarisch als Kapellmeister nachweisbar. Fonseca bildet zusammen mit seinen Nachfolgern Pero de Gamboa und Lourenço Ribeiro die Komponistenschule von Braga in der portugiesischen Vokalpolyphonie. Während der rund zehnjährigen Abwesenheit des Erzbischofs gestattete sich das Domkapitel große gestalterische Freiheit und beauftragte Fonseca und seine Nachfolger mit der Komposition von mehrstimmigen Proprien, nicht jedoch von Messordinarien. In der modernen Rezeption steht die Schule von Braga freilich  im Schatten der späteren Schule von Évora um Estêvão de Brito, Filipe de Magalhães, Duarte Lobo und Manuel Cardoso.
Fonseca ist für sein im Liber Introitus überlieferten Kompositionen bekannt. Von den 85 Choralkompositionen in dieser Sammlung sind 33 namentlich Fonseca zugeordnet, doch stilistische Gründe sprechen dafür, dass auch der Rest der Sammlung mit Ausnahme eines Agnus Dei von Josquin Desprez ebenfalls von Fonseca stammen. Von diesem Werk ist eine Kopie aus dem Jahr 1615 in Braga erhalten. Sein Beata viscera ist wahrscheinlich ein Stück aus dem Introitus des nicht mehr praktizierten Ritus von Braga, wie er in einem Missale von 1498 überliefert ist. Stilistisch lassen seine Kompositionen den Einfluss des spanischen Musiktheoretikers Matheo de Aranda (um 1495–1548) erkennen.